# Еліксир молодості
Еліксир молодості (чар-зілля), також відомий як еліксир життя, безсмертя або довголіття — легендарне зілля або напій, здатний необмежено продовжити життя, і зазвичай також надати вічну молодість. Еліксир молодості існував у легендах багатьох культур світу. В Європі еліксир молодості часто був одним з головних об'єктів пошуків алхіміків, де він часто асоціювався з філософським каменем або (також як і в китайській культурі) з рідким золотом.